# Scandale Enron
Le scandale Enron, ou affaire Enron, est un cas de fraude et de manipulation financière découvert en 2001, qui s’est soldé par la faillite de l’entreprise Enron, un temps septième capitalisation boursière des États-Unis, et par le démantèlement et la disparition de facto de son auditeur Andersen. Il s'agit à l'époque de la plus grande faillite de l'histoire américaine, suivie de celle d'une autre grande entreprise américaine WorldCom à peu près à la même époque et pour des raisons similaires, le scandale financier WorldCom de 2002.
L’affaire Enron a donné lieu à un nombre sans précédent d’enquêtes officielles, d’actions en justice et de réactions des médias à travers le monde. Cette affaire, comme celle de WorldCom en 2002, a également enrichi la culture managériale et le débat (depuis Henry Mintzberg en 1973) autour de la responsabilité du cadre dirigeant (le manager, en anglais) de l'organisation (entreprise ou tout autre groupement à but non lucratif).
Le scandale a mené à la création de nouvelles lois et normes dans le domaine de la gouvernance d'entreprise, de l’audit, de la comptabilité et du conseil, et est devenue, dans la culture populaire, un symbole de la fraude à grande échelle.

## Contexte

### Activité d'Enron

Logo d'Enron, dessiné par Paul Rand.

La société Enron naît en 1985 de la fusion entre la Houston Natural Gas et l’Internorth of Omaha. Son fondateur et PDG est Kenneth Lay, ancien sous-secrétaire à l’énergie dans l’administration Reagan et proche de George H. W. Bush et de George W. Bush.
L’activité d’Enron consiste initialement principalement en la production, le transport et la distribution de gaz. Dans les années 1990, Enron profite de la dérèglementation des secteurs de l’énergie et des télécommunications pour devenir un courtier en énergie (électricité et gaz), et propose des produits financiers dérivés à ses clients, sophistiqués et complexes, notamment en ligne. Le business des « pipelines » est ainsi transformé en un business de « trading ».

### Succès

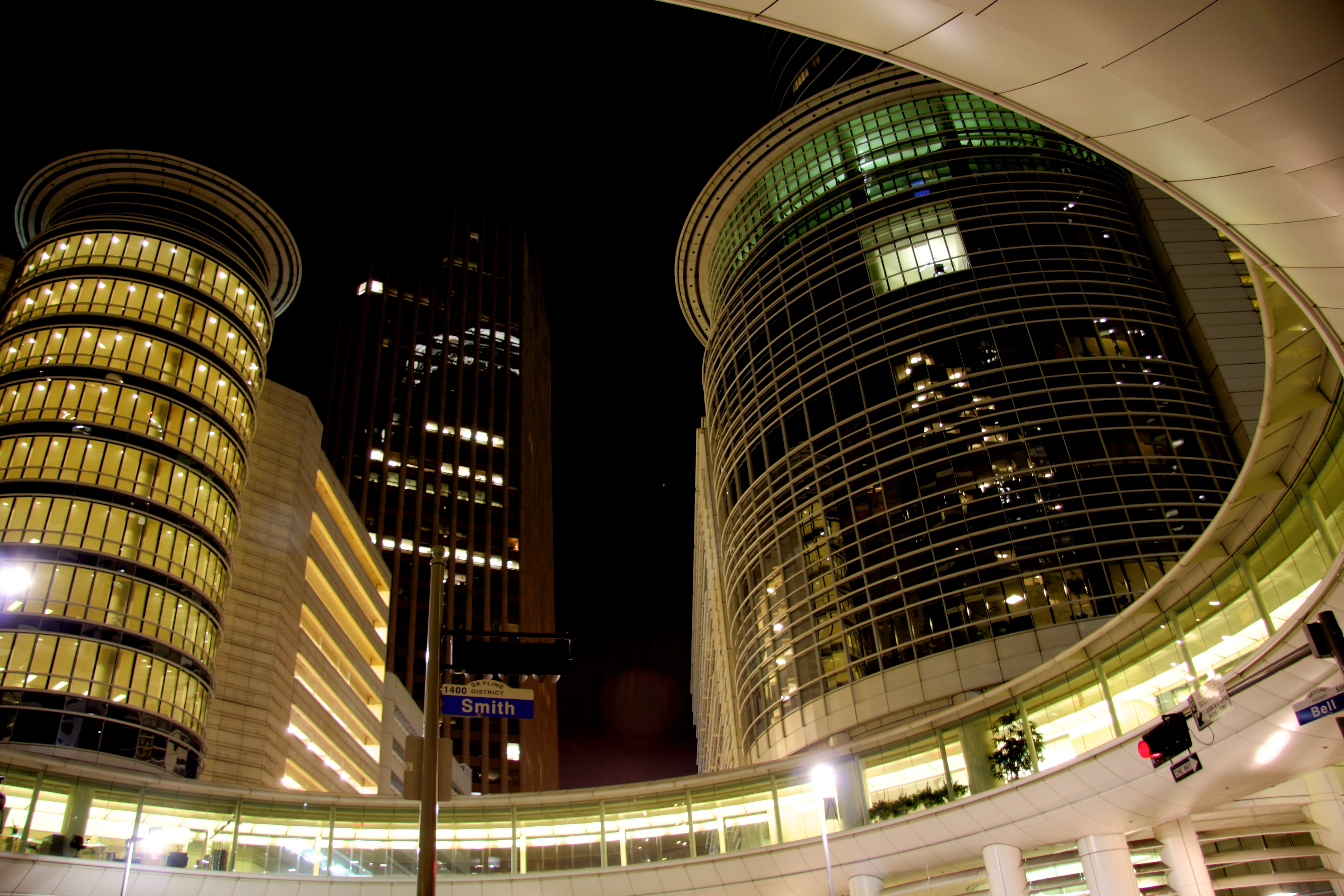
Siège d'Enron à Houston, aujourd'hui occupé par Chevron.

Enron poursuit cette diversification sur d'autres matières premières dont l'eau, sur des réseaux de télécommunications à haut débit pour vendre de la bande passante numérique, et même sur de la pâte à papier. Son chiffre d’affaires passe de 10 milliards de dollars en 1995 à 100 milliards de dollars en 2000.
Elle bénéficie de la confiance des marchés et des analystes financiers : Enron est à un moment la septième capitalisation boursière des États-Unis et Goldman Sachs la qualifie de « best of the best »,. Elle est considérée comme un modèle de croissance et d’innovation, classée six fois « entreprise la plus innovante des Etats-Unis » par le magazine Fortune,.
Basée à Houston au Texas, Enron emploie 28 000 personnes et a permis de re-dynamiser l’économie de la ville qui avait souffert après les chocs pétroliers.

## Une faillite rapide et retentissante
Le 14 août 2001, le directeur général du groupe, Jeffrey Skilling, ancien de McKinsey, quitte l’entreprise pour « convenances personnelles », ce qui cause une première chute de l’action de 18 %. Skilling était entré dans l'entreprise en 1990 et avait remplacé Kenneth Lay (resté président) à la direction générale en février 2001.
Le 16 octobre 2001, Enron annonce sa première perte nette trimestrielle depuis quatre ans, d'un montant de 618 millions de dollars. Cette perte est présentée comme le résultat d'une charge exceptionnelle de plus d'un milliard de dollars, liée à des investissements, à des suppressions d'emplois dans les réseaux de communication à haut débit et à la sortie de l'activité de gestion de l'eau.

Evolution du cours de l'action d'Enron d'août 2000 à janvier 2002

Les marchés financiers ont une réaction très inquiète sur la solidité financière de l'entreprise et l’action entame une dégringolade.
Le 22 octobre, la Securities and Exchange Commission (autorité de réglementation des activités boursières aux États-Unis) ouvre une enquête sur les pratiques comptables d’Enron.
Enron révèle alors qu'elle a perdu 1,2 milliard de dollars de fonds propres, à cause de transactions douteuses opérées par deux fonds privés créés par le directeur financier du groupe, Andrew Fastow, qui est congédié le 25 octobre,.
Enron négocie alors un rachat par son concurrent Dynegy. Le 9 novembre, Dynegy accepte de racheter Enron pour 9,5 milliards de dollars (un dixième de la valeur du groupe atteinte plus tôt).
Mais en parallèle, les événements s'enchaînent avec le retrait du soutien des banques et la dégradation de la note de l'entreprise par les agences de notation,. Le 28 novembre, Dynegy retire son offre et l'action Enron perd 85 % de sa valeur restante. Entre septembre et novembre 2001, le cours de l’action Enron sera passé de 40 à 0,26 dollars (contre 85 dollars avant l'éclatement de la bulle Internet un an plus tôt).
Le 2 décembre 2001, Enron se met sous protection de la loi sur les faillites. Il s'agit alors de la plus grande faillite de l'histoire américaine.

## Découverte des fraudes et des manipulations

### Une journaliste remet en question le modèle

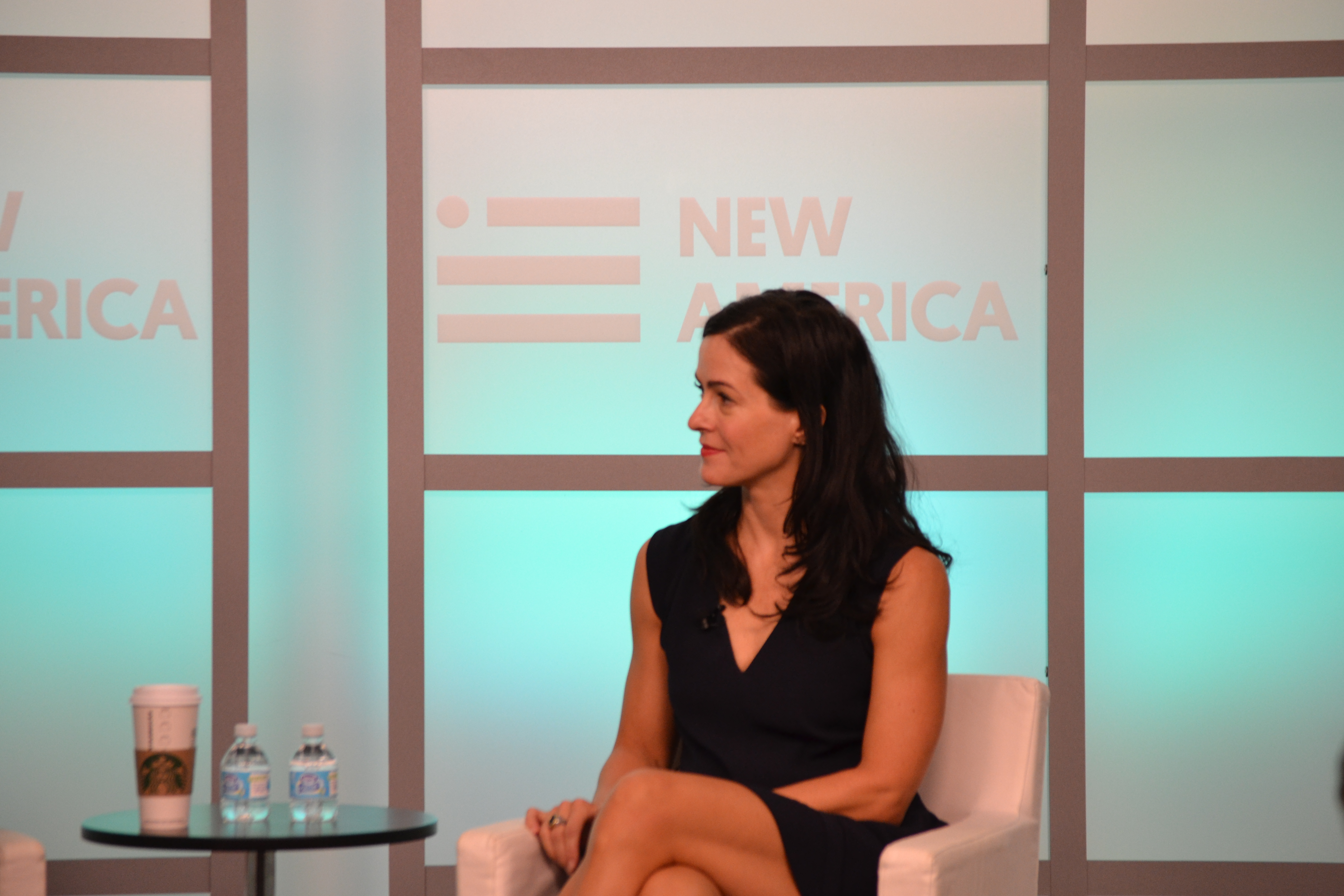
Bethany McLean en 2015. Elle écrira Enron: The Smartest Guys in the Room.

Malgré son succès, Enron faisait l’objet d’inquiétudes de la part de certains acteurs. Le 5 mars 2001, une journaliste du magazine Fortune et ex analyste-financière, Bethany McLean, publie un article intitulé « Is Enron overpriced ? » (« Enron est-il surcoté ? »).
Après avoir enquêté en interrogeant les dirigeants du groupe et les analystes financiers qui pourtant recommandent le titre à l’achat, elle fait part de son inquiétude devant le manque de transparence du modèle (un analyste le qualifie de « boîte noire ») et le fort endettement du groupe. L’impact de l’article reste toutefois confidentiel.

### Début des enquêtes
À la suite de la faillite d'Enron, un nombre sans précédent d’enquêtes menées par les institutions publiques s’engage. Des auditions démarrent au congrès américain le 12 décembre 2001, et le 9 janvier 2002, le département américain de la Justice ouvre une enquête.
Le 10 janvier 2002, l’auditeur d'Enron, la société Andersen, admet avoir détruit 1,7 tonne de documents comptables avant l’enquête de la Securities and Exchange Commission,. L’associé d’Andersen qui supervisait les comptes d’Enron, David Duncan, est limogé le 15 janvier.
Début mai, la Commission fédérale de réglementation de l'énergie révèle qu'Enron a manipulé le marché de l'électricité en Californie au cours des mois qui ont précédé sa faillite : d'une part en créant une congestion artificielle sur les lignes électriques afin d'être rémunéré pour y remédier ; d'autre part en transférant l'électricité en dehors de la Californie puis en la réimportant, afin d'éviter les plafonds de prix et d'augmenter les bénéfices (« blanchiment de mégawatt »).
Depuis le printemps 2001, le fondateur et PDG Kenneth Lay, a vendu pour 70 millions de dollars d’actions Enron, tout en encourageant les salariés à en acheter, et a vendu 300 millions de dollars d'actions au total. D'autres dirigeants d'Enron avaient massivement vendu leurs actions : Ken Rice (directeur général de l'activité bande passante) pour 53 millions de dollars, Cliff Baxter (directeur de la stratégie) 35 millions, Jeff Skilling 200 millions. Andrew Fastow s'est lui enrichi personnellement de 45 millions de dollars sur les transactions qu'il montait avec les sociétés offshore. 29 dirigeants ayant vendu de gros volumes de titres entre 1998 et 2001 seront soupçonnés de délit d'initié.

### Mécanisme de la fraude comptable

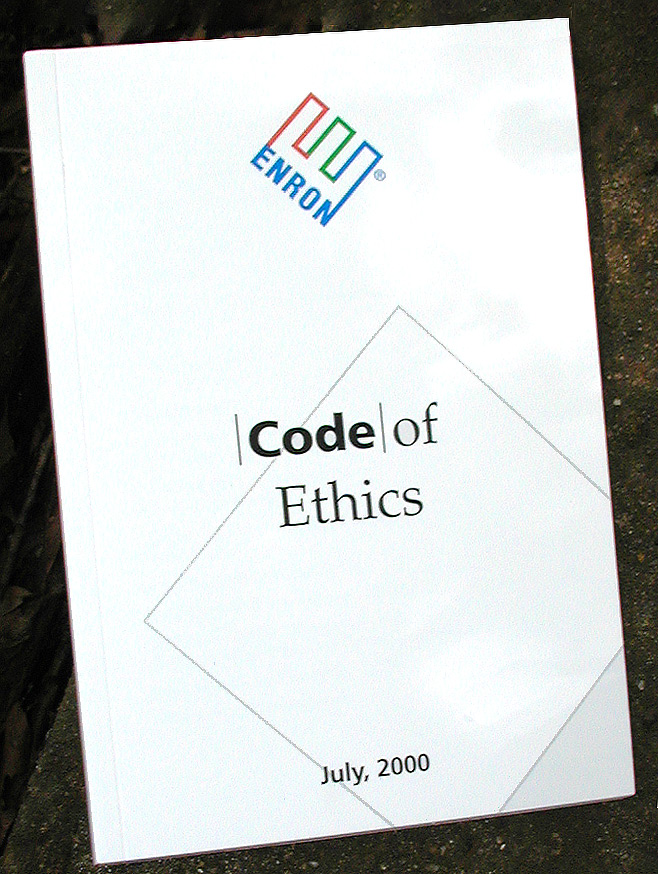
Enron avait publié un code d'éthique interne

Enron cherchait à augmenter sa valeur boursière et pour cela, gonflait artificiellement ses profits et masquait ses pertes en utilisant une multitude de sociétés écrans (près de 2000) domiciliées dans des paradis fiscaux. Parmi les mécanismes de « comptabilité créative » :
- Les sociétés écrans étaient notamment utilisées pour qu’Enron se vende du gaz à elle-même (une société écran vend du gaz à une banque, mais sans le lui livrer ; la société écran reçoit la somme ; Enron vend du gaz à sa société écran pour le même montant et reçoit la somme ; puis achète le gaz auprès de la banque et la paie en plusieurs fois, avec un montant légèrement supérieur), faisant ainsi passer ce qui était un emprunt déguisé pour un revenu. Enron comptabilisait alors la vente du gaz, mais pas la dette liée à son rachat, ni les dépenses liées à son achat et à son transport[2].
- Enron comptabilisait les ventes à terme de gaz ou d’électricité, dont la livraison était différée, mais sans comptabiliser les dépenses liées à ces transactions[2].
- Elle sous-évaluait également les provisions pour dépréciations d’actifs et pour risques[3]
- Elle se livrait à d’autres pratiques en vue d’améliorer la présentation de ses comptes[3].

La « gymnastique comptable » d’Enron a été facilitée par l’aspect de plus en plus immatériel de l’économie et de son modèle d'entreprise, ainsi que par l'absence de règles définies dans son secteur d'activité, qui était nouveau. Jeffrey Skilling faisait notamment tenir une comptabilité dite en « mark to market », qui permettait d'inscrire des actifs sur la base des prix du marché (cours du gaz au jour de la signature du contrat) et non pas sur des valeurs historiques, ce qui était l'usage dans la finance mais pas dans l'économie réelle. Ce système permettait ainsi d'inscrire des profits anticipés mais qui n'avaient pas lieu.
Par ailleurs, les sociétés écrans créées par Andrew Fastow utilisaient comme garantie auprès des banques l'entreprise Enron elle-même, ce qui précipitera sa chute lorsque les marchés se retourneront en 2000/2001. 40 milliards de dollars de dettes ont ainsi été cachées aux actionnaires en truquant les comptes .

### Rôle d’Andersen
La délinquance financière d'Enron a été couverte par son auditeur, Andersen. Enron était le premier client d’Andersen et l'auditeur validait ses comptes tout en sachant probablement qu’ils étaient truqués (Andersen argumentera par la suite qu'Enron lui cachait des choses).
Andersen se trouvait en situation de conflit d'intérêts : si l'entreprise avait refusé de valider les comptes, elle aurait probablement perdu ses contrats de conseil avec Enron, plus rémunérateurs.
Andersen, à l’époque un des « big five » de l’audit et du conseil, audite les comptes d’Enron depuis 1986. David Duncan, l’associé en charge d’Enron, à la tête d’une équipe de 80 personnes pour ce client, émet des réserves croissantes avec le temps (des comptes qui « repoussaient parfois les limites » ou qui « comportaient des risques très significatifs en matière d’information comptable et financière »), mais valide toujours les comptes. En 2000, Andersen livre même, à la demande d’Enron, une analyse des risques (une mission facturée 45 millions de dollars) qui ne révèle pas de problème majeur.
L’enquête montrera qu’1,7 tonne de documents comptables ont été détruits par Andersen alors que la Securities and Exchange Commission lançait son enquête. Andersen a même dû faire intervenir une société spécialisée dans la destruction de documents. Les auditeurs d'Enron ont pour consigne d'effacer leurs e-mails et des broyages ont lieu à Chicago, Portland et Londres, jusqu'au 9 novembre 2001.
David Duncan est licencié le 15 janvier 2002, puis mis en examen.
L'ensemble de ce texte doit être actualisé puisque depuis 2005, la cour suprême a cassé la condamnation d'Andersen,:

### Engrenage
Enron avait fait de mauvais investissements dans l'eau (Azurix) et dans la bande passante (Enron Broadband),, et était, depuis son origine, fortement endettée.
L’éclatement de la bulle Internet en 2000/2001 aggrave la situation en provoquant une baisse du cours de l’action. Comme celles-ci étaient utilisées comme garanties dans les montages financiers réalisés avec les banques, les banques demandant le remboursement des emprunts déguisés, Enron s’est retrouvé contrainte de les faire apparaître dans son bilan et la situation financière s’en est trouvée intenable.

## Conséquences et enseignements

### Pour Enron, les salariés et les actionnaires
Mi-2003, la perte cumulée pour les créanciers et les actionnaires d'Enron est estimée à plus de 60 milliards de dollars. Les nouveaux administrateurs d'Enron vendent des actifs et se recentrent sur son métier de base. Les filiales sont dissoutes ou regroupées dans deux entités, l'une qui gère les participations dans les compagnies énergétiques, et l'autre qui gère les réseaux de pipelines.
27 000 des 28 000 salariés sont licenciés et reçoivent en moyenne 4 500 $ d'indemnités. Les salariés ont perdu 1,2 milliard de dollars d'épargne-retraite.
45 000 petits actionnaires auront perdu tout ou partie de leurs économies dans les fonds de pension placés en actions Enron, pour un total de 2 milliards de dollars.

### Pour Andersen
Le 14 mars 2002, le tribunal de Houston attaque Andersen LLP, c'est-à-dire toute la branche américaine de la société, et non un ou deux bureaux locaux. Attaqué de toutes parts, Andersen perd la confiance de ses clients qui rompent leurs contrats et sa réputation s’effondre. L'entreprise tente de négocier une fusion avec KPMG, mais certains bureaux entendent faire cavalier seul, ce qui mène à l'éclatement du réseau, avant même le procès le 6 mai : les différents bureaux d’Andersen sont cédés à leurs concurrents des autres Big Five : Deloitte, Ernst & Young, KPMG et Price Waterhouse Coopers. La société, démantelée, disparaît.

### Suites judiciaires

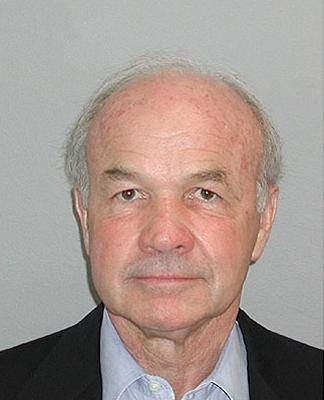
Kenneth Lay en 2004, fondateur et PDG d'Enron.

Quinze dirigeants d’Enron sont inculpés et jugés.
Kenneth Lay est inculpé le 7 juillet 2004 et son procès s’ouvre en janvier 2006. Il se dit innocent mais, en mai, est déclaré coupable de dix chefs d’accusation dont l'escroquerie, le complot, et des déclarations mensongères. La notion de complot concerne les congestions artificiellement créées sur le marché de l'électricité en Californie.
Il meurt en juillet 2006 d’une crise cardiaque, à 64 ans, sans connaître le verdict, alors qu’il risquait jusqu'à 165 ans de prison.

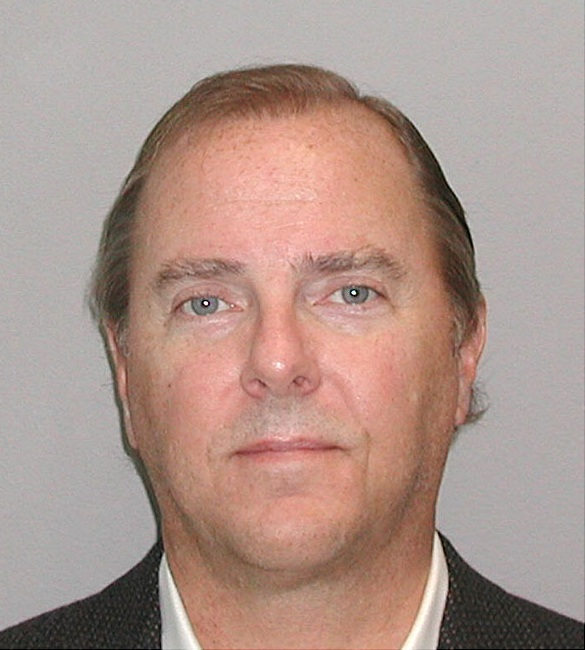
Jeffrey Skilling, directeur général d'Enron de février à août 2001 et ancien Chief Operating Officer

Jeffrey Skilling soutient avoir ignoré les montages financiers d’Enron et est reconnu coupable de 19 chefs d’accusation (là aussi l'escroquerie, le complot, des déclarations mensongères, ainsi que le délit d'initié). Il lui est notamment reproché d’avoir dissimulé les pertes du groupe et d’avoir exagéré la valeur de l’action tout en vendant ses propres titres. Il est condamné à 24 ans de prison en 2006, peine ramenée à 14 ans en 2013. Il sort de prison en 2019,.
Andrew Fastow, le directeur financier, est poursuivi pour escroquerie, blanchiment et complot. Il plaide coupable et est condamné à six ans de prison.
Cliff Baxter se suicide le 15 janvier 2002.
Les autres dirigeants inculpés reçoivent des peines de un à six ans d'emprisonnement.

### Impact sur les lois et règles de gouvernance d'entreprise
L’affaire Enron est à l’origine de nouvelles lois et règles comptables visant à assurer une meilleure transparence des comptes et régulant de manière accrue les activités d’audit et de conseil, comme la loi Sarbanes-Oxley adoptée le 30 juillet 2002 qui impose aux dirigeants d’entreprise de nouvelles obligations d’information des actionnaires et une certification sous serment des rapports financiers.
Elle est aussi à l'origine du nouveau référentiel comptable IFRS de 2005.
L'affaire Enron met en lumière les conflits d’intérêts auxquels étaient confrontés les auditeurs, qui se trouvaient en situation de juge (certification des comptes) et partie (conseil stratégique). L'avocat américain Bill Lerach dira même que « nous avons démontré que les honoraires des commissaires aux comptes n’étaient, somme toute, que des pots-de-vin ». Par la suite, la séparation des activités d'audit et de conseil chez les sociétés concernées est accélérée,.
Certains observateurs considèrent qu'en l'espace de dix-huit mois, l'affaire Enron aura permis d'accomplir davantage de progrès en matière de gouvernance d'entreprise, qu'au cours des vingt années précédentes.

### Réputation et confiance dans la finance
L'affaire a provoqué de lourdes pertes financières et d’image par plusieurs grandes banques d’affaires, et les banques conseil d'Enron ont été inquiétées par l'enquête de la Securities and Exchange Commission.
L'affaire Enron a montré comment toute une chaîne de confiance et de réputation s’était mise en place, entre les analystes financiers, agences de notations, actuaires, consultants, gestionnaires de fonds, journalistes spécialisés... qui se font tous confiance les uns les autres, sans remettre en cause les informations et évaluations qui circulent entre eux.
À la suite de l’affaire, un doute plane dans les milieux financiers sur l’efficacité du contrôle de la Securities and Exchange Commission, qui verra ses pouvoirs renforcés.
De nombreux analystes financiers, ainsi que les deux principales agences de notation, Moody’s et Standard & Poor’s, sont vivement critiqués par les autorités de marchés et les petits actionnaires.
McKinsey dénonce en 2003 les conflits d’intérêt entre les analystes financiers et les gestionnaires de patrimoine.
Elie Cohen considère que l'affaire Enron montre que le métier de trader est incompatible avec celui d'entreprise cotée.
Plus généralement, l'affaire Enron est considérée comme le révélateur d'excès du capitalisme américain dans les années 1990.

### Postérité du nomEnronpour désigner un scandale financier
Le nom Enron a été utilisé par la suite pour désigner d'autres scandales comptables et financiers : le scandale Wirecard de 2020 a ainsi été surnommé l' « Enron de l'Allemagne, », ou le « Enron d'Ernst & Young » (du nom de l'auditeur de cette entreprise ayant fait faillite).

## Dans la culture populaire
L'affaire Enron a donné lieu à un documentaire, Enron: The Smartest Guys in The Room, sorti en 2005, nommé aux Oscars en 2006 et basé sur le livre éponyme de Bethany McLean.

En 2002, des anciennes employées d'Enron posent nues[pertinence contestée] pour la revue Playboy.